# Ӑ (cirillico)
La Ӑ, minuscolo ӑ, è una lettera dell'alfabeto cirillico, usata nella versione modificata per la lingua ciuvascia.
Viene generalmente traslitterata con ö.